# Qazaqstan Prem'er Ligasy 2021
La Qazaqstan Prem'er Ligasy 2021 è stata la 30ª edizione della massima divisione del calcio kazako, iniziata il 13 marzo 2021 e terminata il 30 ottobre successivo. Il Tobyl ha conquistato il titolo per la seconda volta nella sua storia.

## Stagione

### Novità
Al termine della stagione 2020 è retrocesso in Birinşi Lïga l'Oqjetpes, mentre l'Ertis si è ritirato nel corso della passata stagione per motivi economici. Sono salite dalla Birinşi Lïga Atyrau e Aqtöbe, ritornate in Prem'er Ligasy dopo un solo anno di assenza.
Successivamente, la Federcalcio kazaka ha ammesso in Prem'er Ligasy anche Aqjaıyq e Arys. Quest'ultima ha in seguito cambiato denominazione in Tūran Türkistan.

### Formula
Le 14 squadre partecipanti si affrontano due volte, per un totale di 26 giornate.
La squadra campione del Kazakistan ha il diritto a partecipare alla UEFA Champions League 2022-2023, partendo dal primo turno di qualificazione.

Le squadre classificate al secondo e terzo posto sono ammesse alla UEFA Europa Conference League 2022-2023, partendo dal secondo turno di qualificazione, assieme alla vincitrice della Coppa nazionale. Se la squadra vincitrice della coppa nazionale, ammessa al primo turno di qualificazione della UEFA Europa Conference League 2022-2023, si classifica tra il primo e il terzo posto, l'accesso al primo turno di Conference League va a scalare.

L'ultima e la penultima classificata retrocedono in Birinşi Lïga.

## Squadre partecipanti
| Club              | Stagione | Città       | Stadio                       | Stagione precedente                |
| ----------------- | -------- | ----------- | ---------------------------- | ---------------------------------- |
| Aqjaıyq           |          | Oral        | Stadio Petr Atoyan           | 2º posto in Birinşi Lïga, girone B |
| Aqtöbe            |          | Aqtöbe      | Stadio Centrale              | 1º posto in Birinşi Lïga, girone A |
| Astana            | dettagli | Nur-Sultan  | Astana Arena                 | 3º posto in Prem'er Ligasy         |
| Atyrau            |          | Atyrau      | Stadio Munajšy               | 1º posto in Birinşi Lïga, girone B |
| Jetisý            |          | Taldıqorğan | Stadio Jetisw                | 6º posto in Prem'er Ligasy         |
| Kaspıı            |          | Aktau       | Stadio Jas Qanat             | 10º posto in Prem'er Ligasy        |
| Ordabasy          |          | Şımkent     | Stadio Qajımuqan Muñaýtpasov | 5º posto in Prem'er Ligasy         |
| Qairat            |          | Almaty      | Stadio Centrale              | Campione del Kazakistan            |
| Qaisar            |          | Qyzylorda   | Stadio Gany Muratbayev       | 7º posto in Prem'er Ligasy         |
| Qyzyljar          |          | Petropavl   | Stadio Karasay               | 9º posto in Prem'er Ligasy         |
| Shahter Qaraǵandy |          | Karaganda   | Stadio Şaxter                | 4º posto in Prem'er Ligasy         |
| Taraz             |          | Taraz       | Stadio Centrale              | 8º posto in Prem'er Ligasy         |
| Tobyl             |          | Qostanay    | Stadio Centrale              | 2º posto in Prem'er Ligasy         |
| Tūran Türkistan   |          | Turkistan   | Turkistan Arena              | 2º posto in Birinşi Lïga, girone A |

## Allenatori e primatisti
| Squadra          | Allenatore                                                                                               | Giocatore più presente (tra parentesi il numero delle presenze)         | Capocannoniere (tra parentesi il numero dei gol segnati) |
| ---------------- | --- | ----------------------------------------------------------------------- | -------------------------------------------------------- |
| Aqjaýıq          | Volodymyr Mazjar                                                                                         | Mïram Sapanov (26)                                                      | Mykola Kovtaljuk (6)                                     |
| Aqtöbe           | Aljaksej Baha (1ª-9ª) Vladimir Zelenovskij (10ª-14ª) Vaxïd Maswdov (15ª-19ª) Vladimir Muchanov (20ª-26ª) | Hervaine Moukam (25)                                                    | Igor Sergeev (7)                                         |
| Astana           | Andrej Tichonov                                                                                          | Antonio Rukavina, Luka Šimunović (25)                                   | Marin Tomasov (17)                                       |
| Atıraw           | Aram Voskanyan                                                                                           | Bryan, Dmitrij Guz' (25)                                                | Bryan, Piotr Grzelczak (5)                               |
| Jetisw           | Rinat Alyuetov                                                                                           | Asqat Baltabekov (26)                                                   | Aýbar Jaqsılıqov (4)                                     |
| Kaspïý           | Srdjan Blagojević                                                                                        | Taras Bondarenko (26)                                                   | David Karaev (6)                                         |
| Ordabası         | Aljaksandr Sjadnëŭ                                                                                       | Elhan Astanov, Aleksandar Simčević (24)                                 | João Paulo (8)                                           |
| Qaýrat           | Aljaksej Špileŭski (1ª-14ª) Kirill Keker (15ª-19ª) Gurban Berdiýew (20ª-26ª)                             | Nuraly Älip, Kamo Hovhannisyan, Stas Pokatïlov (25)                     | Artýr Shýshenachev (12)                                  |
| Qaýsar           | Sultan Äbildayev (1ª-14ª) Vladimir Nikitenko (15ª-26ª)                                                   | Maqsat Baýjanov, Arman Kenesov (25)                                     | Karolis Laukžemis (8)                                    |
| Qızıljar         | Andreı Karpovıch                                                                                         | Pablo Podio (26)                                                        | Álibek Qasym (7)                                         |
| Şaxter Qaraǧandy | Äli Äliev (1ª-4ª) Andrey Fïnonçenko (5ª) Magomed Adiev (6ª-26ª)                                          | Mïxaïl Gabışev, Eskendïr Qıbıraý, Aıdos Táttibaev (22)                  | Aıdos Táttibaev (4)                                      |
| Taraz            | Vardan Minasyan                                                                                          | Muxammedjan Seýsen (26)                                                 | Pedro Eugénio (7)                                        |
| Tobıl            | Grıgorıı Babaıan (1ª-15ª) Aleksandr Moskalenko (16ª-26ª)                                                 | Aleksandr Mokïn (26)                                                    | Nemanja Nikolić (8)                                      |
| Turan Turkistan  | Abdwxalïq Bwrïbayev                                                                                      | Temirlan Amïrov, Andreý Paseçenko, Andrėj Zaleski, Stefan Živković (24) | Temirlan Amïrov (5)                                      |

## Classifica finale
|                       | Pos. | Squadra           | Pt | G  | V  | N  | P  | GF | GS | DR  |
| --------------------- | ---- | ----------------- | -- | -- | -- | -- | -- | -- | -- | --- |
| Kazakistan (bandiera) | 1.   | Tobyl             | 61 | 26 | 18 | 7  | 1  | 54 | 18 | +36 |
|                       | 2.   | Astana            | 57 | 26 | 17 | 6  | 3  | 53 | 25 | +28 |
|                       | 3.   | Qairat            | 51 | 26 | 14 | 9  | 3  | 52 | 21 | +31 |
|                       | 4.   | Qyzyljar          | 39 | 26 | 11 | 6  | 9  | 32 | 24 | +8  |
|                       | 5.   | Ordabasy          | 38 | 26 | 10 | 8  | 8  | 36 | 35 | +1  |
|                       | 6.   | Aqtöbe            | 33 | 26 | 9  | 6  | 11 | 35 | 40 | -5  |
|                       | 7.   | Shahter Qaraǵandy | 33 | 26 | 9  | 6  | 11 | 25 | 34 | -9  |
|                       | 8.   | Kaspıı            | 32 | 26 | 8  | 8  | 10 | 35 | 35 | 0   |
|                       | 9.   | Aqjaıyq           | 32 | 26 | 9  | 5  | 12 | 25 | 31 | -6  |
|                       | 10.  | Taraz             | 29 | 26 | 7  | 8  | 11 | 27 | 34 | -7  |
|                       | 11.  | Atyrau            | 28 | 26 | 7  | 7  | 12 | 25 | 40 | -15 |
|                       | 12.  | Tūran Türkistan   | 26 | 26 | 5  | 11 | 10 | 22 | 40 | -18 |
|                       | 13.  | Qaisar            | 19 | 26 | 4  | 7  | 15 | 24 | 44 | -20 |
|                       | 14.  | Jetisý (-3)       | 16 | 26 | 5  | 4  | 17 | 23 | 47 | -24 |

Legenda:
      Campione del Kazakistan e ammessa alla UEFA Champions League 2022-2023
      Ammesse alla UEFA Conference League 2022-2023
      Retrocesse in Birinşi Lïga 2022
Note:
Tre punti a vittoria, uno a pareggio, zero a sconfitta.
Il Jetisw ha scontato tre punti di penalizzazione.
In caso di arrivo di due o più squadre a pari punti, la graduatoria verrà stilata secondo la classifica avulsa tra le squadre interessate.

## Risultati

### Tabellone
|                  | Aqj  | Aqt  | Ast  | Atı  | Jet  | Kas  | Ord  | Qar  | Qas  | Qız  | Şax  | Tar  | Tob  | Tur  |
| ---------------- | ---- | ---- | ---- | ---- | ---- | ---- | ---- | ---- | ---- | ---- | ---- | ---- | ---- | ---- |
| Aqjaýıq          | –––– | 1-0  | 0-1  | 1-0  | 3-2  | 0-3  | 0-1  | 1-0  | 1-1  | 0-1  | 1-1  | 3-0  | 0-2  | 1-1  |
| Aqtöbe           | 2-1  | –––– | 0-2  | 1-0  | 2-0  | 1-5  | 4-4  | 1-2  | 1-1  | 1-1  | 0-3  | 0-0  | 1-1  | 0-2  |
| Astana           | 1-0  | 2-1  | –––– | 6-2  | 1-0  | 2-0  | 0-2  | 1-1  | 2-0  | 3-1  | 4-3  | 3-0  | 1-1  | 1-1  |
| Atıraw           | 2-0  | 1-3  | 0-2  | –––– | 2-2  | 2-1  | 0-0  | 1-0  | 1-1  | 0-0  | 0-1  | 1-0  | 0-1  | 2-2  |
| Jetisw           | 2-2  | 1-5  | 1-3  | 1-2  | –––– | 0-1  | 0-4  | 0-0  | 2-0  | 0-0  | 0-1  | 1-2  | 0-2  | 3-0  |
| Kaspïý           | 2-2  | 1-1  | 2-2  | 2-1  | 2-0  | –––– | 0-0  | 1-1  | 2-4  | 1-2  | 3-0  | 1-0  | 2-1  | 0-0  |
| Ordabası         | 2-1  | 0-1  | 1-4  | 2-1  | 3-0  | 1-1  | –––– | 2-1  | 4-2  | 0-5  | 0-0  | 1-1  | 1-1  | 0-1  |
| Qaýrat           | 3-1  | 4-2  | 1-0  | 5-0  | 2-0  | 5-1  | 3-0  | –––– | 1-0  | 1-0  | 1-1  | 2-2  | 2-2  | 5-1  |
| Qaýsar           | 0-1  | 0-2  | 2-5  | 1-1  | 0-1  | 2-1  | 1-0  | 0-3  | –––– | 1-2  | 1-2  | 2-3  | 1-3  | 0-0  |
| Qızıljar         | 0-1  | 1-2  | 3-2  | 0-1  | 3-0  | 2-0  | 3-2  | 1-1  | 2-0  | –––– | 2-0  | 2-2  | 0-2  | 0-1  |
| Şaxter Qaraǧandy | 1-2  | 1-0  | 0-1  | 3-1  | 3-1  | 1-0  | 0-2  | 1-1  | 1-1  | 0-1  | –––– | 1-0  | 0-3  | 0-1  |
| Taraz            | 1-0  | 3-1  | 0-1  | 2-2  | 2-3  | 1-0  | 1-2  | 0-2  | 1-2  | 0-0  | 4-0  | –––– | 0-0  | 1-1  |
| Tobıl            | 2-0  | 2-1  | 1-1  | 2-0  | 2-1  | 2-1  | 3-1  | 2-2  | 1-0  | 2-0  | 4-1  | 3-0  | –––– | 5-0  |
| Turan Turkistan  | 0-2  | 1-2  | 2-2  | 1-2  | 0-2  | 2-2  | 1-1  | 0-3  | 1-1  | 1-0  | 0-0  | 0-1  | 2-4  | –––– |

## Statistiche

### Squadre

#### Capoliste solitarie
|    | —— | —— | —— | —— | —— | ——     | ——     | ——     | ——     | ——     | ——     | ——     | ——     | ——     | ——     | ——  | ——    | ——    | ——    | ——     | ——     | ——     | ——     | ——    | ——    | —— |  |
|    |    |    |    |    |    | Astana | Astana | Astana | Astana | Astana | Astana | Astana | Astana | Astana | Astana |     | Tobyl | Tobyl | Tobyl | Astana | Astana | Astana | Astana | Tobyl | Tobyl |    |  |
|    |    |    |    |    |    |        |        |        |        |        |        |        |        |        |        |     |       |       |       |        |        |        |        |       |       |    |  |
|    |    |    |    |    |    |        |        |        |        |        |        |        |        |        |        |     |       |       |       |        |        |        |        |       |       |    |  |
| 1ª | 2ª | 3ª | 4ª | 5ª | 6ª | 7ª     | 8ª     | 9ª     | 10ª    | 11ª    | 12ª    | 13ª    | 14ª    | 15ª    | 16ª    | 17ª | 18ª   | 19ª   | 20ª   | 21ª    | 22ª    | 23ª    | 24ª    | 25ª   | 26ª   |    |  |

### Individuali

#### Classifica marcatori
| Gol |  |  | Giocatore          | Squadra                   |
| --- |  |  | ------------------ | ------------------------- |
| 17  |  |  | Marin Tomasov      | Astana                    |
| 12  |  |  | Artýr Shýshenachev | Qaýrat                    |
| 11  |  |  | Igor Sergeyev      | Aqtöbe (7) / Tobıl (4)    |
| 9   |  |  | José Kanté         | Qaýrat                    |
| 9   |  |  | João Paulo         | Ordabası (8) / Qaýrat (1) |
| 8   |  |  | Karolis Laukžemis  | Qaýsar                    |
| 8   |  |  | Nemanja Nikolić    | Tobıl                     |
| 7   |  |  | Tigran Barseġyan   | Astana                    |
| 7   |  |  | Pedro Eugénio      | Taraz                     |
| 7   |  |  | Vágner Love        | Qaýrat                    |
| 7   |  |  | Azat Nurğalïyev    | Tobıl                     |
| 7   |  |  | Álibek Qasym       | Qızıljar                  |